# Piz Mandra
Der Piz Mandra (lombardisch für „Herde“, „Stall“, vom griechischen mandra für ‚Herde‘) ist ein Berg südlich von Pontresina und nördlich vom Piz Bernina im Kanton Graubünden in der Schweiz mit einer Höhe von 3091 m ü. M. Sein Name wurde durch bergamaskische Schafhirten in die Val Roseg eingeschleppt. Er ist ein kleiner Gipfel ohne grosse Bedeutung, wird im Winter wegen der prächtigen Abfahrtsmöglichkeiten ins Val Roseg und nach Morteratsch jedoch oft begangen.

## Lage und Umgebung
Der Piz Mandra gehört zur Berninagruppe, einer Untergruppe der zentralen Ostalpen. Über dem Gipfel verläuft die Gemeindegrenze zwischen Pontresina und Samedan. Der Piz Mandra wird im Osten durch das Val Morteratsch und im Westen durch das Val Roseg eingefasst.
Zu den Nachbargipfeln gehören der Piz Chalchagn (3153 m) im Norden und Piz Misaun (3249 m), Piz Boval (3352 m), Piz Tschierva (3545 m), Piz Morteratsch (3751 m) und Piz Bernina (4049 m) im Süden. Der Nordgrat des Gipfels führt zur Fuorcla da Mandra (2962 m) und der Südgrat zur Fuorcla dals Lejets (3016 m).
Der am weitesten entfernte sichtbare Punkt (46° 6′ 14,9″ N, 7° 42′ 51,8″ O) vom Piz Mandra befindet sich auf dem Grad zwischen dem Weisshorn (4505 m) und dem Grand Gendarme (4329 m) nördlich von Zermatt im Kanton Wallis und ist 172,1 km entfernt.
Es befinden sich mehrere Gebirgsseen in unmittelbarer Nähe des Piz Mandra, z. B. der Lejin da Misaun (2687 m) im Westen, Puoz Ot (2741 m) und Puoz Bass (2625 m) im Nordosten sowie die Lejets da Boval (2776 m) im Südosten.
Talort ist Pontresina, häufige Ausgangspunkte sind Morteratsch und die Bovalhütte.

## Routen zum Gipfel

### Sommerrouten

#### Von Nordwesten (Pontresina)
- Ausgangspunkt: Pontresina (1774 m)
- Via: Val Roseg bis unterhalb der Fuorcla Mandra, dann in Richtung SE über den breiten Rücken zum Gipfel
- Schwierigkeit: T5
- Zeitaufwand: 4 Stunden

#### Von Morteratsch
- Ausgangspunkt: Morteratsch (1896 m)
- Via: Chünetta, dann über Weiden und Geröll bis zum Gipfel
- Schwierigkeit: T5, bis Chünetta als Wanderweg weiss-rot-weiss markiert
- Zeitaufwand: 2½ Stunden

#### Von der Bovalhütte
- Ausgangspunkt: Bovalhütte (2494 m)
- Via: P.2784, Fuorcla dals Lejets (3016 m)
- Schwierigkeit: T5
- Zeitaufwand: 2½ Stunden

### Winterrouten
Prächtige Abfahrtsmöglichkeiten ins Val Roseg und nach Morteratsch.

#### Von Morteratsch
- Ausgangspunkt: Morteratsch (1896 m)
- Via: Chünetta, Pasculs da Boval, Puoz Ot, P.2941
- Expositionen: NE, E
- Schwierigkeit: WS+
- Zeitaufwand: 3½ Stunden
- Bemerkung: Die Überwindung der bewaldeten Steilhängen von Chünetta kann bei Hartschnee sehr mühsam sein.

#### Von der Bovalhütte
- Ausgangspunkt: Bovalhütte (2494 m)
- Via: P.2611, Lejets da Boval, Fuorcla dals Lejets (3016 m)
- Expositionen: SE, E
- Schwierigkeit: WS
- Zeitaufwand: 3 Stunden
- Bemerkung 1: Das unübersichtliche Gelände kann im Aufstieg bei schlechten Sichtverhältnissen schwierig sein.
- Bemerkung 2: Es kann von der Diavolezza (2973 m) zur Bovalhütte hinuntergefahren werden.

#### Abfahrt ins Val Roseg nach Pontresina
- Ziel: Pontresina (1774 m)
- Via: Vom Gipfel nach N, dann nach NW
- Expositionen: NW, W
- Schwierigkeit: ZS-
- Bemerkung: Im oberen Teil anspruchsvolle Abfahrt, die eine gute Orientierung und sichere Verhältnisse erfordert.

## Galerie

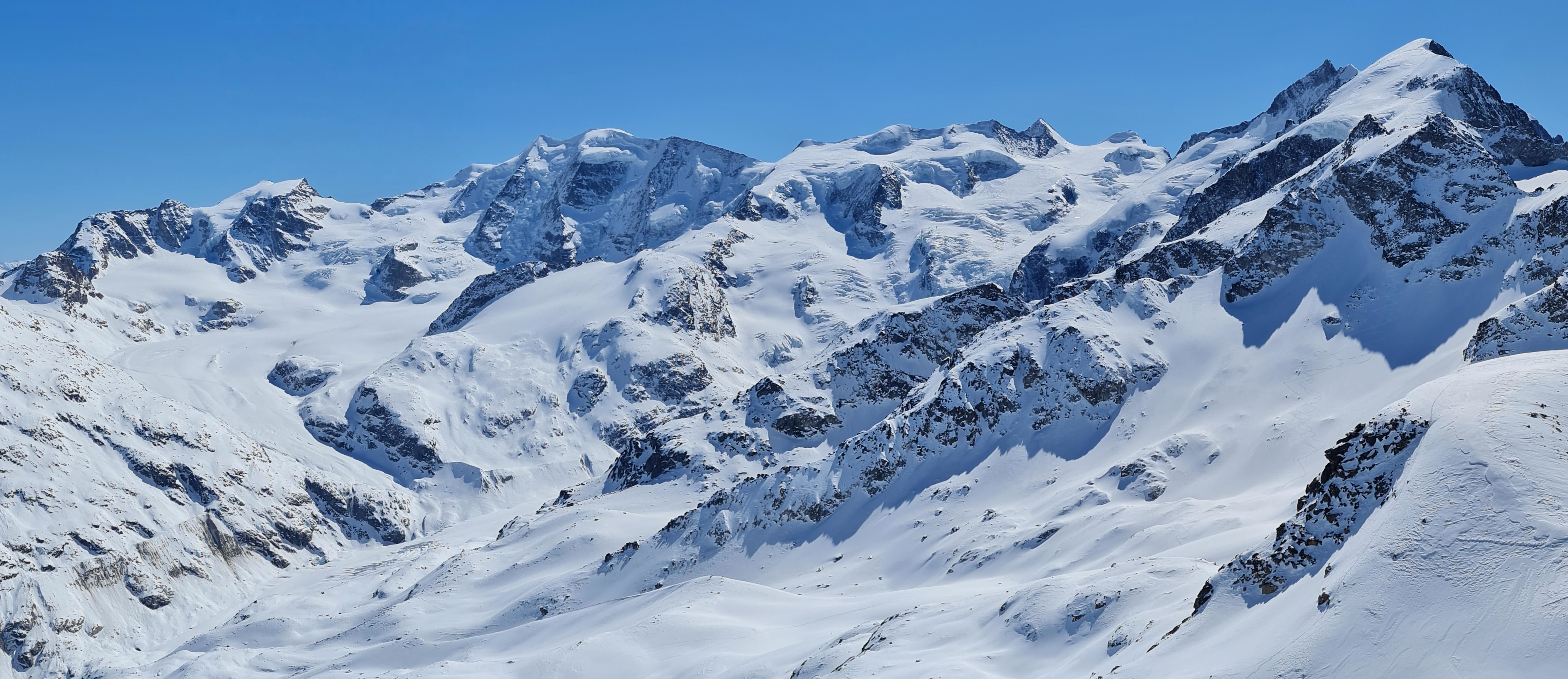
Aussicht auf die wesentlichen Berge der Berninagruppe (für Annotationen der einzelnen Berge aufs Bild klicken).
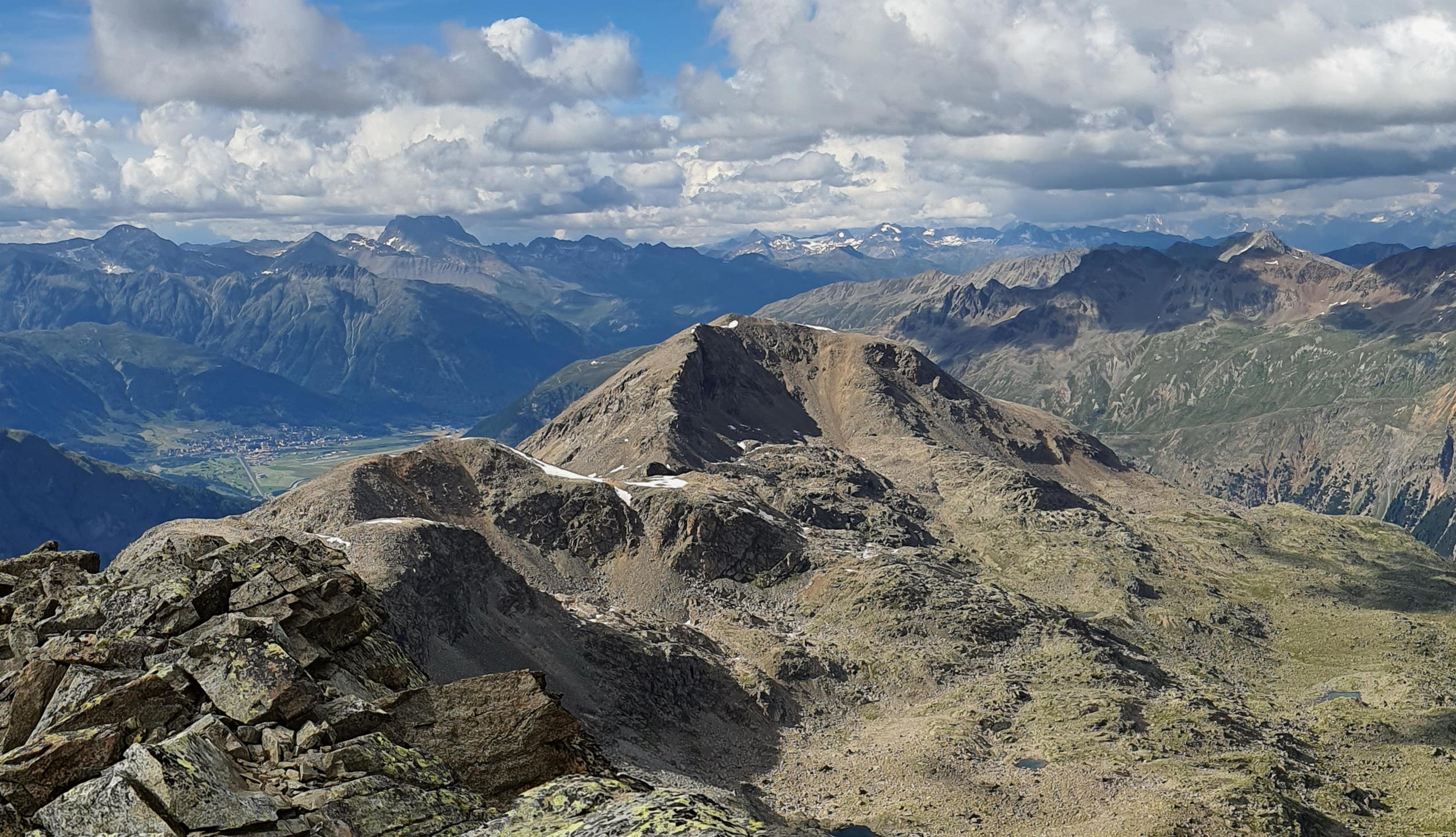
Piz Mandra und Piz Chalchagn, aufgenommen vom Piz Boval.
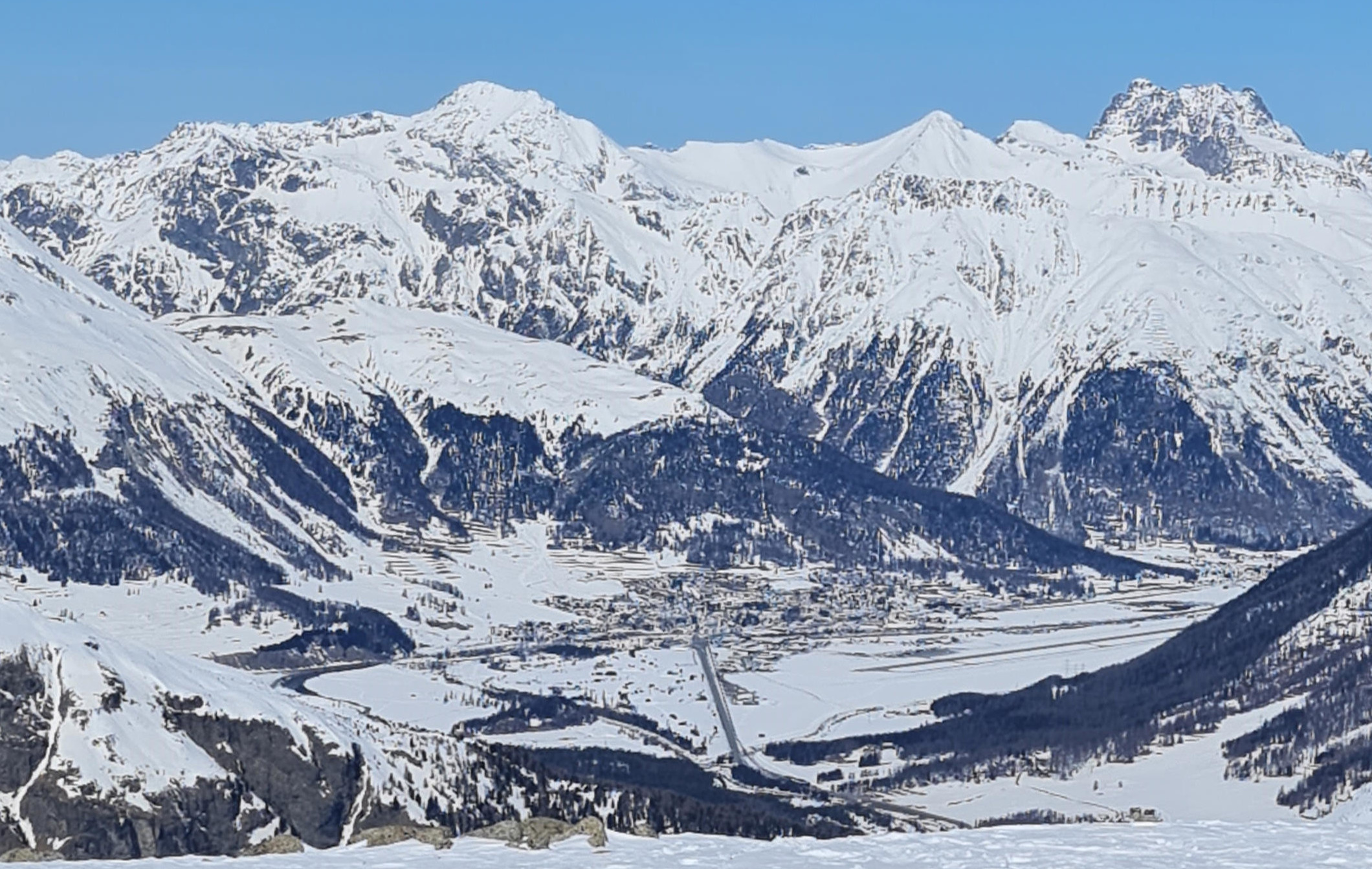
Blick nach Norden auf Samedan.